# Piaszcze
Piaszcze – przysiółek wsi Grabowo w Polsce, położony w województwie zachodniopomorskim, w powiecie stargardzkim, w gminie Stargard, przy drodze wojewódzkiej nr . Wchodzi w skład sołectwa Grabowo.
W latach 1975–1998 przysiółek administracyjnie należał do województwa szczecińskiego.
Jest to dawny folwark z XIX wieku. Obecnie składa się na niego jedno gospodarstwo.